# Horda
 Ovo je glavno značenje pojma Horda. Za druga značenja pogledajte Horda (razdvojba).
Horda je bila pokretna društvena skupina i prvi oblik ljudskog združavanja. Za horde nije postojalo stalno mjesto boravka, jer ona je bila pokretna zajednica koja se u stalnoj potrazi za prirodno izdašnijom i bogatijom životnom sredinom kretala s jednog mjesta na drugo. Takav način života bio je uvjetovan načinom pribavljanja sredstava za život, a to je bilo isključivo skupljačko gospodarstvo. Nije bilo društvene, već je dominirala prirodna podjela rada. Ona se zasnivala na podjeli dužnosti i poslova između muškarca i žene, odnosno između odraslih i djece. Zbog svoje pokretljivosti, hordi nije odgovarao veliki broj pripadnika. Horda je u najboljem slučaju imala do oko 80 članova. Svojina je bila zajednička, a samo su izvjesna primitivna sredstva i uporabni predmeti mogli biti u osobnom vlasništvu. Domaćinstvo je također bilo zajedničko, a na ovom stupnju razvitka vladala je potpuna sloboda spolnih odnosa, bez bilo kakvih rodbinskih ili generacijskih zabrana. U znanosti se takav primitivni način općenja naziva promiskuitet. U suvremenom društvu nema primjera hordi.
Émile Durkheim navodi da je horda savršeno jednostavno društvo i da ne postoje razlike unutar nje. Više hordi čini klan, a više klanova čini kompleksno društvo i tako redom. Kako je horda društvo relativno malog broja članova, kada dođe do povećanja članstva, horda se pretvara u pleme. Osjećaj pripadnosti u hordama bio je snažan, a postojalo je i krvno srodstvo unutar nje, jer su bile konglomerat obitelji. Vođa horde je bio iznimno poštovan u svojoj obitelji i hordi. Glavne ekonomske aktivnosti horde su skupljanje voća, lov, uzgoj životinja, ribolov itd.
Glavna razlika između horde i plemena je broj članova i sve gore navedene elemente, krvno srodstvo, skupljačka ekonomija, snažan osjećaj pripadnosti i snažan položaj vođe, ima i pleme. Međutim, postoji još razlika na osnovi kojih pravimo razmak između horde i plemena, a to su:
1. plemena imaju izraženiju funkciju obrane u usporedbi s hordom,
2. pleme ima više članova u odnosu na hordu,
3. u plemenima je religija razvijenija, jer u plemenu postoji potreba za većom solidarnosti i snazi političkih i društvenih zakona,
4. zbog veličine i glomaznosti, u plemenima postoji manji osjećaj jedinstva nego u hrodama,
5. plemena se dijele u više podskupina, dok u hordama takva podjela ne postoji,
6. u plemenima je poljoprivreda prihvaćeni način života, dok u hordama bavljenje poljoprivredom nije postojalo u većim razmjerima,
7. pleme nastanjuje određeno područje, dok horde sele na različita područja.

Etimologija pojašnjava da riječ "horda" dolazi od dolazi od turske riječi "ordu", što znači vojska.